# 牧者的王子

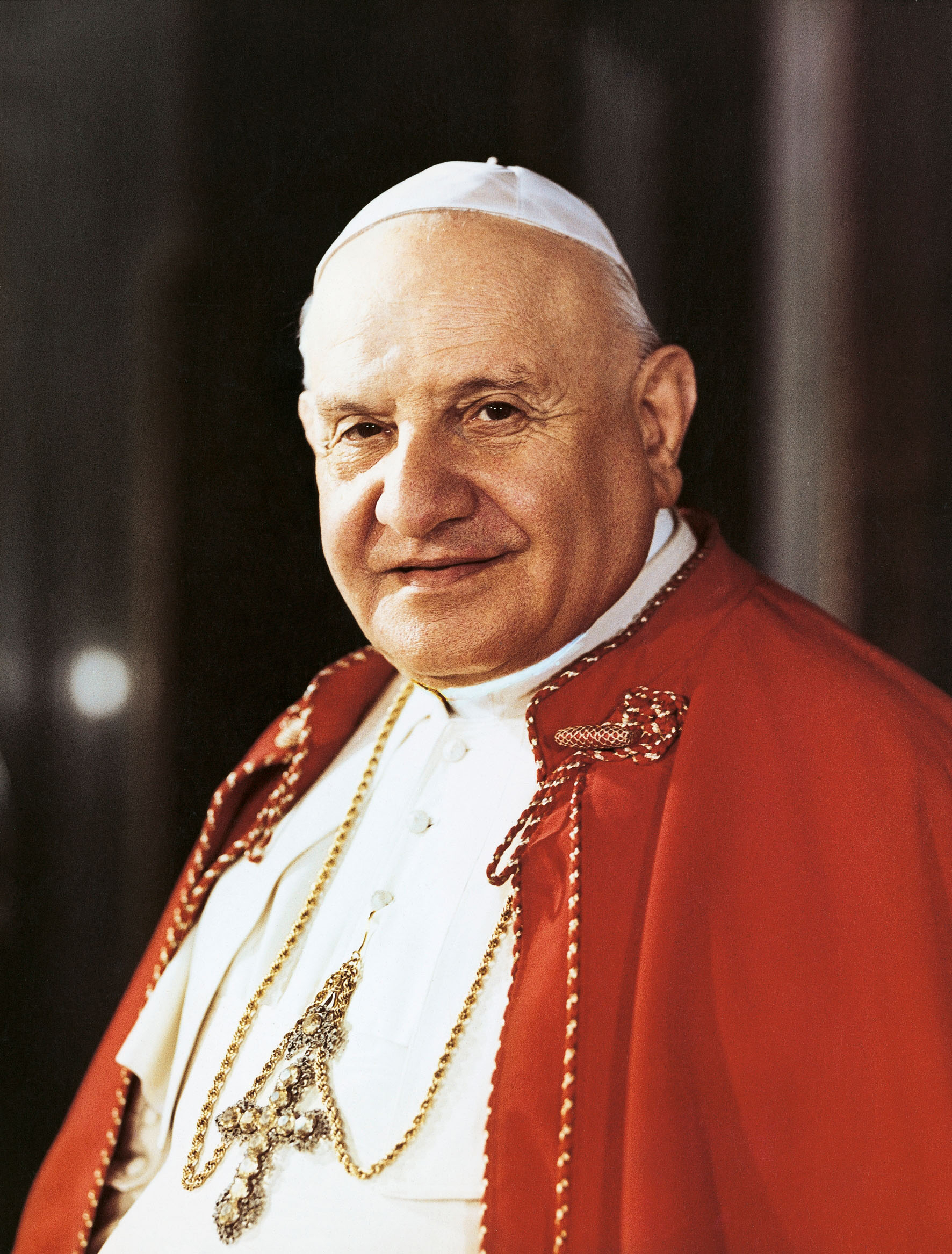
教宗若望二十三世

《牧者的王子》（拉丁語：Princeps pastorum）是教宗若望二十三世於1959年11月28日發出的教宗通諭。這是若望二十三世任內第4道通諭，內容探討教會使命及本地神職人員和非神職人員的天主教徒對教會的參與，這道通諭使用伯多祿前書第五章第4節裏的文字作為標題。

## 內容
這道教宗通諭共有59段。教宗在通諭裏對成功推廣信仰的使命和鼓勵在不同國家裏培養本土神職人員以推廣信仰兩方面表示讚賞，並強調天主教徒在非天主教國家裏擔任教會代表的重要性。

## 腳註及資料來源

### 腳註
1. 1 2  Ioannis PP. XXIII. . The Holy See. 1959-11-28  [2017-06-21]. （原始内容存档于2017-06-21） （拉丁语）.

### 資料來源
- . Catholic Encyclopedia.   [2017-06-22]. （原始内容存档于2020-09-27）.